# Aleuroclava parvus
Aleuroclava parvus là một loài côn trùng cánh nửa trong họ Aleyrodidae, phân họ Aleyrodinae.
Aleuroclava parvus được Singh miêu tả khoa học đầu tiên năm 1938.